# Balta Mică a Brăilei (sit SCI)
Balta Mică a Brăilei este o arie protejată (sit de importanță comunitară — SCI) din România, desemnată în scopul protejării biodiversității și menținerii într-o stare de conservare favorabilă a florei spontane și faunei sălbatice, precum și a habitatelor naturale de interes comunitar aflate în arealul zonei de protecție. Aceasta este întinsă pe o suprafață de 20.665,5 ha, integral pe uscat.

## Localizare
Centrul sitului Balta Mică a Brăilei este situat la coordonatele 44°56′37″N 27°54′22″E / 44.943669°N 27.906128°E. Situl se întinde pe teritoriile administrative ale județelor Brăila (Berteștii de Jos, Brăila, Chiscani, Gropeni, Mărașu, Stăncuța, Tichilești), Constanța (Hârșova) și Ialomița (Giurgeni).

## Înființare
Situl Balta Mică a Brăilei (ROSCI0006) a fost declarat sit de importanță comunitară în decembrie 2007 pentru a proteja 17 specii de animale.

## Biodiversitate
Situată în ecoregiunea de stepă, aria protejată conține 9 habitate naturale: Ape stătătoare oligotrofe până la mezotrofe, cu vegetație de Littorelletea uniflorae și/sau de Isoëto-Nanojuncetea, Râuri cu maluri nămoloase cu vegetație de Chenopodion rubri p.p. și Bidention p.p., Fânețe de joasă altitudine (Alopecurus pratensis, Sanguisorba officinalis), Păduri mixte riverane de Quercus robur, Ulmus laevis și Ulmus minor, Fraxinus excelsior sau Fraxinus angustifolia, de-a lungul marilor râuri (Ulmenion minoris), Galerii de Salix alba și de Populus alba, Galerii și tufărișuri riverane sudice (Nerio-Tamaricetea și Securinegion tinctoriae), Pajiști cu Molinia pe soluri calcaroase, turboase sau argilos-nămoloase (Molinion caeruleae), Liziere de ierburi înalte hidrofile de câmpie și de nivel montan până la alpin, Pajiști aluvionare inundabile, de Cnidion dubii.
La baza desemnării sitului se află mai multe specii protejate:
- amfibieni (2): buhai de baltă cu burta roșie (Bombina bombina), triton cu creastă dobrogean (Triturus dobrogicus)
- mamifere (1): vidră de râu (Lutra lutra)
- pești (13): scrumbie de dunăre (Alosa immaculata), rizeafcă (Alosa tanaica), avat (Aspius aspius), Cobitis taenia Complex, Gymnocephalus baloni, răspăr (Gymnocephalus schraetzer), țipar (Misgurnus fossilis), săbiță (Pelecus cultratus), boarță (Rhodeus amarus), porcușor de nisip (Romanogobio kesslerii), porcușor de șes (Romanogobio vladykovi), fusar (Zingel streber), pietrar (Zingel zingel)
- reptile (1): țestoasa de baltă (Emys orbicularis)

Pe lângă speciile protejate, pe teritoriul sitului au mai fost identificate 84 de specii de plante, 1 specie de amfibieni, 9 specii de mamifere, 1 specie de nevertebrate, 9 specii de pești.